# NGC 3211
NGC 3211 is een planetaire nevel in het sterrenbeeld Kiel. Het hemelobject werd op 7 maart 1837 ontdekt door de Engelse astronoom John Herschel.

## Synoniemen
- PK 286-4.1
- ESO 127-PN15
- AM 1016-622